# Alberto Pomini
Alberto Pomini (Isola della Scala, 17 de março de 1981) é um futebolista italiano que atua como goleiro. Atualmente, joga pelo clube italiano Sassuolo.